# Конституционный референдум в Марокко (2011)
Референдум по конституционным реформам прошел в Марокко 1 июля 2011 года. Он был объявлен в ответ на серию протестов в Марокко, которые начались 20 февраля 2011 года, когда более десяти тысяч марокканцев приняли участие в демонстрациях с требованием демократических реформ. Комиссия должна была подготовить предложения к июню 2011 г. Проект, опубликованный 17 июня, предусматривал следующие изменения:
- требование королю назначить премьер-министра от крупнейшей партии в парламенте;
- передача ряда прав от монарха к премьер-министру, включая роспуск парламента;
- разрешение парламенту объявлять амнистию, ранее являвшуюся привилегией монарха;
- сделать берберский официальным языком наряду с арабским.

Сообщается, что изменения были одобрены 98,49 % избирателей. Несмотря на протестные движения, призывающие к бойкоту референдума, официальные лица заявили, что явка составила 72,65 %.
После референдума 25 ноября 2011 года состоялись досрочные парламентские выборы.

## Подробности
Комплекс одобренных политических реформ состоял из следующих пунктов:
- Язык амазигов является официальным государственным языком наряду с арабским[8].
- Государство сохраняет и защищает язык хассания и все языковые компоненты марокканской культуры как достояние нации[8].
- Король обязан назначить премьер-министра от партии, получившей наибольшее количество мест на парламентских выборах. Раньше он мог выдвинуть на эту должность технократа, если ни одна партия не имеет решающего преимущества перед другими партиями по количеству мест в парламенте[9][10][11].
- Король больше не является «священным», но «неприкосновенность его личности» «несомненна»[12].

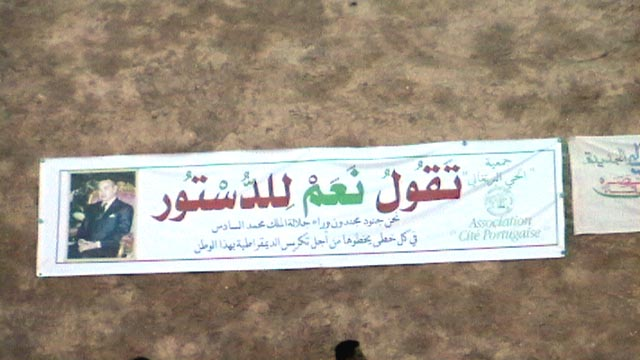
Плакат «да» на марокканском референдуме по изменению конституции от 1 июля 2011 г. (введённый как реакция на протесты арабской весны), все ещё присутствующий 3 июля (его должны были убрать 30 июня). «Да» ассоциируется с изображением короля Мухаммеда VI, который объявил, что будет голосовать за новую конституцию. Рекламу поддерживают жители старинного португальского района Эль-Джадида

- Высшие административные и дипломатические должности (включая послов, генеральных директоров государственных компаний, губернаторов провинций и регионов) теперь назначаются премьер-министром по согласованию с министерским советом, который возглавляет король, ранее последний обладал исключительно этой властью[13][14].
- Премьер-министр является главой правительства; он имеет право распустить парламент[15].
- Премьер-министр будет председательствовать в Правительственном совете, который готовит общую политику государства. Ранее эту должность занимал король[15].
- Парламент имеет право объявлять амнистию. Раньше это принадлежало исключительно королю[16].
- Судебная система независима от законодательной и исполнительной власти, эту независимость гарантирует король[15][17].
- Женщинам гарантируется «гражданское и социальное» равенство с мужчинами. Раньше гарантировалось только «политическое» равенство, хотя Конституция 1996 года гарантирует всем гражданам равенство в правах и перед законом[11].
- Король сохраняет полный контроль над вооруженными силами, внешней политикой, судебной системой и вопросами, касающимися религии, а также сохраняет право выбирать и увольнять премьер-министров[18].
- Все граждане имеют свободу мысли, идей, художественного выражения и творчества. Ранее гарантировалась только свобода слова, свобода распространения и собраний[11][19].